# Kurt Gloor

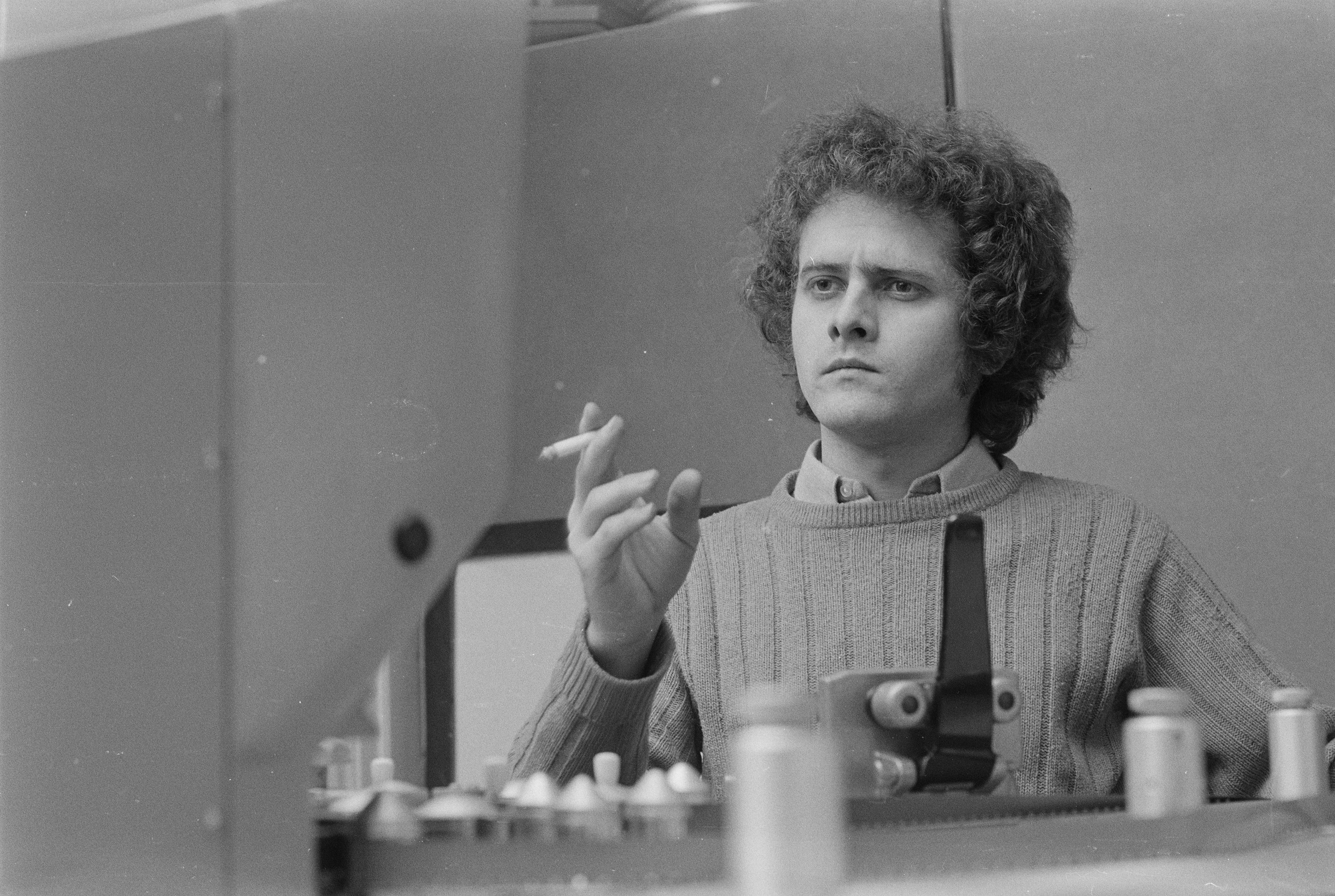
Kurt Gloor (1972)

Kurt Gloor (* 8. November 1942 in Zürich, ZH, Schweiz; † 20. September 1997 ebenda) war ein Schweizer Filmregisseur.

## Leben
Der Sohn des Versicherungsinspektors Kurt Gloor und seiner Ehefrau Irma, geborene Surbeck, absolvierte in Zürich eine Grafikerlehre und die Kunstgewerbeschule Zürich. Er arbeitete in verschiedenen Ateliers in Zürich und Wien und war Kameraassistent bei der Produktion von Werbefilmen.
1969 gründete er die Kurt Gloor Filmproduktion. Ab 1969 war er selbständiger, gesellschaftskritischer Filmemacher, der sich zunächst mit Dokumentarfilmen wie Die Landschaftsgärtner (1969) oder Die grünen Kinder (1971) beschäftigte. Bis 1972 führte er dabei auch die Kamera. Seine Filme, die sich kritisch mit dem Klischee einer heilen Schweiz auseinandersetzten, polarisierten das Publikum. Der ihm von der Jury für seinen Film Die grünen Kinder, der als einer der ersten die Umweltzerstörung in der Schweiz thematisierte, zuerkannte Zürcher Filmpreis wurde ihm von Stadtpräsident und Regierungsrat verweigert.
In der breiten Öffentlichkeit wurde er mit seinem ersten, 1976 auf der Berlinale aufgeführten Spielfilm Die plötzliche Einsamkeit des Konrad Steiner mit Sigfrit Steiner in der Hauptrolle bekannt. Der Film über einen alten Witwer, der ins Altersheim gesteckt werden soll, erhielt zahlreiche Auszeichnungen. Nach mehreren Spielfilmen produzierte er ab 1993 Dokumentarfilme für das Fernsehen.
Kurt Gloor war seit 1965 mit Verena Christen verheiratet und hatte eine Tochter namens Corina. 1997 schied er freiwillig aus dem Leben. Sein Grab befindet sich auf dem Friedhof Manegg.

## Filmografie
- 1967: ffft (Kurzfilm)
- 1968: Hommage (Kurzfilm)
- 1968: Mondo Karies (Kurzfilm)
- 1969: Die Landschaftsgärtner (Dokumentarfilm)
- 1970: Wanted (Kurzfilm)
- 1970: Ex (Dokumentarfilm)
- 1971: Die grünen Kinder (Dokumentarfilm)
- 1972: Was halten Sie von autoritärer Erziehung? (Kurz-Dokumentarfilm)
- 1973: Die besten Jahre (Dokumentarfilm)
- 1976: Die plötzliche Einsamkeit des Konrad Steiner
- 1977: Em Lehme si Letscht
- 1979: Der Chinese
- 1980: Der Erfinder
- 1984: Mann ohne Gedächtnis
- 1991: Gesichter der Schweiz (Visages suisses) (Episode: Wilhelm Tell)
- 1993: Jessica
- 1993: Traumjob für Schutzengel
- 1994: Blindlings ins Leben
- 1996: Lahmgelegt – Der Kunstmaler Klaus Spahni
- 1996: Mit einem Fuß im Jenseits – Leben nach dem Tod (Dokumentarfilm)

## Auszeichnungen
- 1970: FIPRESCI-Preis der Internationalen Kurzfilmtage Oberhausen für Die Landschaftsgärtner
- 1971: Interfilm-Preis der Internationalen Kurzfilmtage Oberhausen für Ex
- 1972: Interfilm-Preis der Internationalen Agrarfilmtage in Berlin für Die Landschaftsgärtner
- 1976: OCIC-Preis bei den Internationalen Filmfestspielen Berlin für Die plötzliche Einsamkeit des Konrad Steiner
- 1977: Filmpreis der Stadt Zürich für Die plötzliche Einsamkeit des Konrad Steiner
- 1977: Silberne Sirene der Filmwoche Sorrento für Die plötzliche Einsamkeit des Konrad Steiner
- 1981: OCIC-Preis beim Festival Internacional de Cine de Donostia-San Sebastián für Der Erfinder
- 1984: OCIC-Preis bei den Internationalen Filmfestspielen Berlin für Mann ohne Gedächtnis